# Miscellanea Malacologica
Miscellanea Malacologica és una revista científica revisada per experts que cobreix la malacologia, específicament articles sobre taxonomia, nomenclatura i zoogeografia dels mol·luscs.
La revista està publicada per Marien Faber (Duivendrecht, Països Baixos) i es va crear l'any 2004. El nom de la revista és llatí i significa «miscel·lània malacològica». La revista és una publicació de gran format amb il·lustracions en color. Es publica de manera irregular: del 2004 al 2012 en tenia de dos a cinc números a l'any.
La revista està resumida i indexada a The Zoological Record.